# Połuściewicze
Połuściewicze (biał. Палосцевічы; ros. Полостевичи) – wieś na Białorusi, w obwodzie homelskim, w rejonie żytkowickim, w sielsowiecie Lenin.

## Historia
W dwudziestoleciu międzywojennym leżały w Polsce, w województwie poleskim, w powiecie łuninieckim, w gminie Lenin (Sosnkowicze). W 1921 miejscowość liczyła 368 mieszkańców, zamieszkałych w 59 budynkach, w tym 364 Białorusinów i 4 Żydów. 364 mieszkańców było wyznania prawosławnego i 4 mojżeszowego.
Po II wojnie światowej w granicach Związku Sowieckiego. Od 1991 w niepodległej Białorusi.